# Студинський Кирило Йосипович
Кири́ло Йо́сипович Студи́нський гербу Прус (псевдоніми та криптоніми: Кость Вікторин; К. Вікторин; Кость В.; Іван Лаврін; І. Лаврін; К. Зорян; Зорян; К. С.; Батько; Іван Гарбуз; Федір Замора; Колька; Лівобічний; Літописець; К. Люнин; Не-Маковей; Не плазун, але й без трону; Віктор Осипович; Кость Осипович; Провінціал та ін.; 4 жовтня 1868, с. Кип'ячка, нині Тернопільського району Тернопільської області — найімовірніше, липень 1941, місце смерті невідоме) — український філолог-славіст, літературознавець, мовознавець, фольклорист, письменник, громадський діяч. Онук Степана Качали, дядько по матері Володимира, Климентія, Романа Слюзарів. Доктор філософії (1894), академік ВУАН (з 1924, з якої виключений 1934 «за контрреволюційну діяльність», 1939 року відновлений у членстві).
У 1923–1932 — голова НТШ у Львові. У жовтні 1939 року був головою Народних зборів Західної України, а в 1940 — депутат Верховної Ради УРСР 1-го скликання. Був примусово вивезений зі Львова більшовиками, загинув за невідомих обставин.

## Життєпис

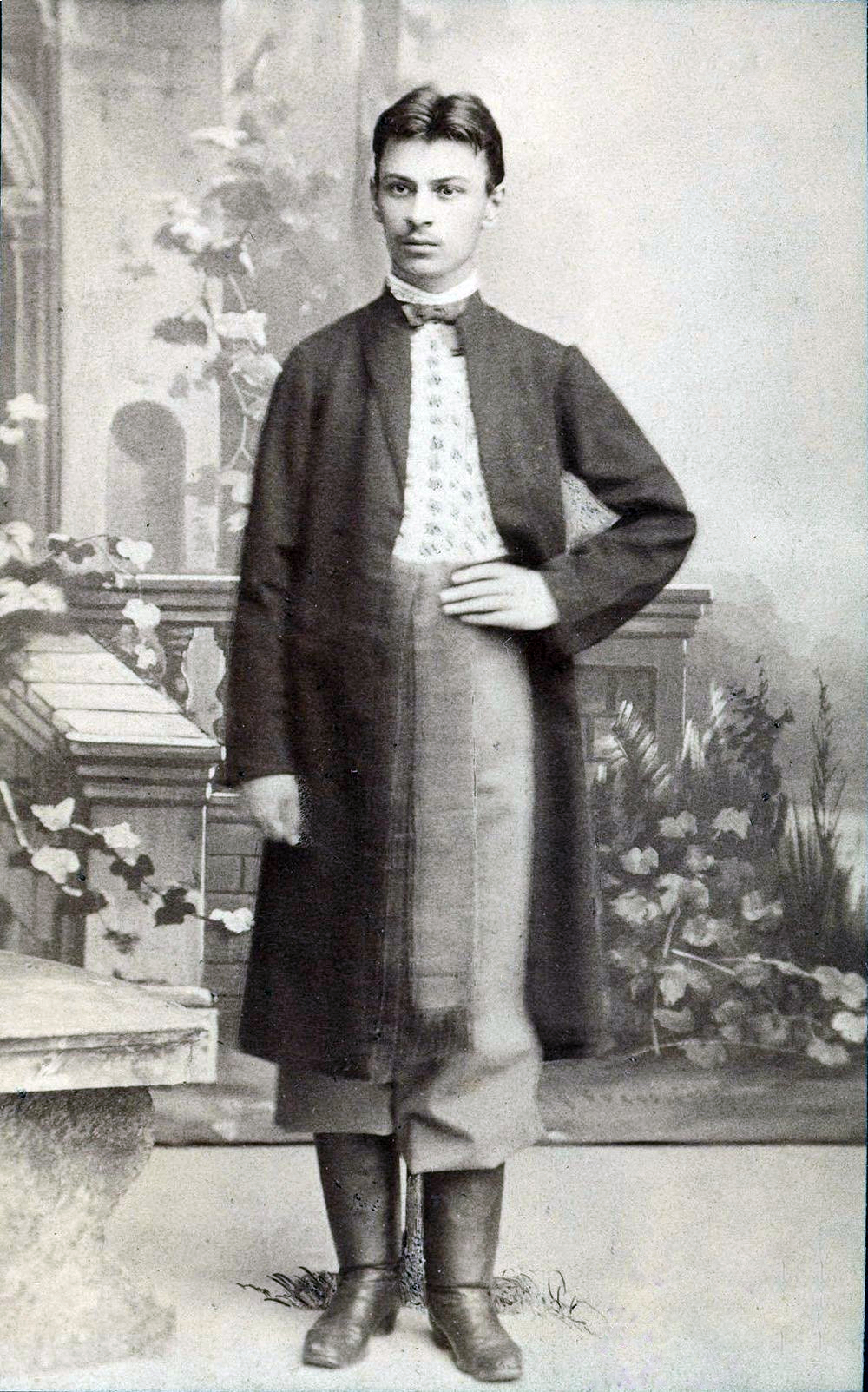
Кирило Студинський (1882—1887)

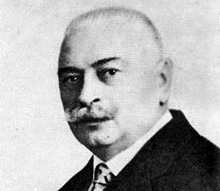
Кирило Студинський у літньому віці

Народився у селі Кип'ячці Тернопільського повіту у священничій родині. Батько — о. Йосиф Студинський гербу Прус (1836—1909) — парох церкви Різдва Пресвятої Богородиці в Кип'ячці. Мати Вікторія (1844—28 лютого 1902) — дочка о. Степана Качали.
Навчався у Львівському й Віденському (учень Ватрослава Яґича) університетах.
Від вересня 1894 до червня 1895 року здійснював наукові пошуки в бібліотеках університетів у містах Київ і Санкт-Петербург (нині РФ), повернувся до Львова, де вчителював у гімназії.
Після студій на дослідницькій праці в Берлінському університеті (під керівництвом Александра Брюкнера); 1897–1899 — доцент Краківського університету, 1900–1918 і 1939–1941 — професор Львівського Університету (1939–1941 — його проректор).
Був одним з керівних членів Християнсько-суспільної партії та співредактором її органу «Руслан», 1905–1914 — член Крайової шкільної ради. Від кінця ХІХ століття співпрацював із «Просвітою» у Львові, референт-редактор (із Іваном Франком) видань товариства.
Під час польсько-української війни 1919–1920 років інтернований у Баранові, Домб'ю.
1916–1920 роки — голова Учительської громади, 1921–1922 — голова Української національної ради.
Кирило Студинський товаришував із Богданом Лепким, Петром Франком та іншими, листувався з Володимиром Антоновичем, Александром Брюкнером, Андрієм Чайковським та ін.
Діяч НТШ: довголітній директор Філологічної Секції і (1923–1932) голова НТШ (встановив близькі зв'язки з ВУАН у Києві, але, захопившися розвитком науки в УСРР у 1920-их pp., некритично поставився до політики радянської влади). Свідченням високого міжнародного авторитету НТШ в цей період було прийняття у члени наукової інституції трьох нобелівських лауреатів — Альберта Ейнштейна, Фріца Прегля та Макса Планка.
22 травня 1924 р. К.Студинський був обраний позаштатним академіком на кафедрі давнього українського письменства історично-філологічним відділом, а 23 червня це обрання затвердило Спільне зібрання ВУАН. У рекомендації М. Грушевський підкреслює громадянську мужність К. Студинського: «Коли з початком 1919 р. польські власті зажадали від него присяги на вірність Польщі, котрій не признано тоді галицької землі, — він відказався від зложення присяги, за що його двічі ув'язнено та інтерновано в Паранові і Домб'ю під Краковом, де просидів півроку, відобрано платню і счеркнено з професорських каталогів».
Працював у комісії з укладання українського правопису (1928, Харків).
Кругозір К. Студинського був надзвичайно широким, оскільки його хвилювали не лише місцеві галицькі проблеми, а й проблеми цілої України, яка в цей час переживала «голодні роки». Створений та очолений за кордоном М. Грушевським «Комітет допомоги голодній Україні» мав свій Крайовий комітет у Галичині, котрий очолював К. Студинський.
У 1927 р. К. Студинський разом з М. Кордубою, Ф. Колессою й О. Макарушкою репрезентували НТШ на відзначенні у Києві сторіччя з часу виходу збірки українських пісень М. Максимовича. М. Грушевський у своєму вступному слові так характеризує завдання перед даною комісією та місце у ній К. Студинського, як голови НТШ: "…"Комісія Західньої України" поставила своїм завданнєм увійти в можливо живі і діяльні зносини з науковими установами і поодинокими ученими не тільки тих частин Західньої України, які містяться в межах Української Радянської Республіки, але й тих що захоплені окупацією — польською, румунською й чеською. Сьому завданню політичні кордони і тяжкі, не полагоджені ще наслідки Світової війни ставили особливі труднощі. Але вони успішно поборюються завдяки живому спочуттю і співділанню в сім єднанню наукових сил обох частин нашої землі, що виявляє особливо наш західно-український науковий осередок — наша львівська безтитульна, але многозаслужена і славна в розвою української науки Західно-Українська Академія Наук — «Наукове Товариство імени Шевченка», котрої нинішній голова академик Кирило Осипович Студинський бере безпосередню діяльну участь в організації занять Комісії Західньої України — є її фактичним співпровідником…".[джерело?]

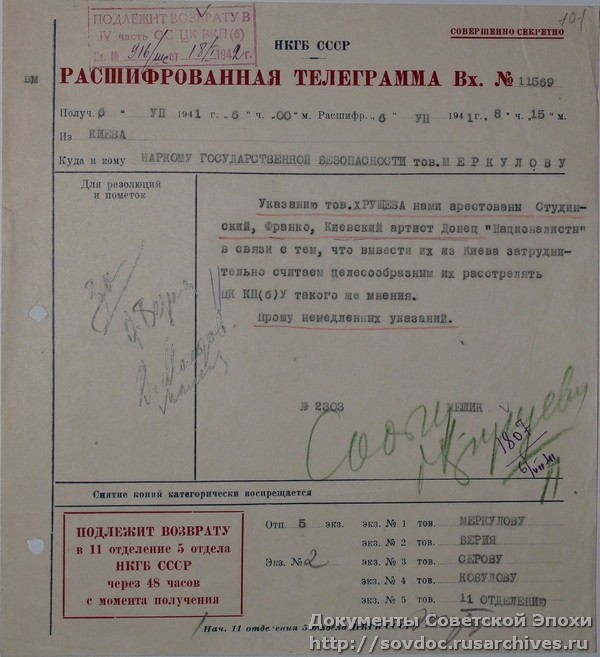
Розшифрована телеграма, яка підтверджує арешт Студинського 6 липня 1941 року

Під час приєднання Західної України до УРСР був обраний у жовтні 1939 року головою Народних Зборів Західної України, 1940 — депутатом Верховної Ради СРСР. На цих постах врятував своїми клопотаннями багатьох українців від тюремного ув'язнення.
Під час втечі сталіністів зі Львова у червні 1941 року вивезений і помер за нез'ясованих обставин, за однією з версій[джерело?] — застрелили конвоїри під час бомбардування санітарного поїзда біля м. Тернопіль. Наталя Полонська-Василенко, натомість, згадує про те, що бачила його в Києві на бульварі Шевченка «в останніх днях червня, або в перших липня» поряд із наповненим валізами авто і мала з ним коротку розмову, під час якої він розповів, що його вивезли зі Львова і мають везти до Уфи, куди він потім так і не дістався.
Найімовірніше, його разом з Петром Франком, сином Івана Франка, заарештували за особистою вказівкою Микити Хрущова та розстріляли у липні 1941 р., про що свідчить виявлена на одному з російських історичних ресурсів шифрограма до наркома держбезпеки Меркулова.

## Праці

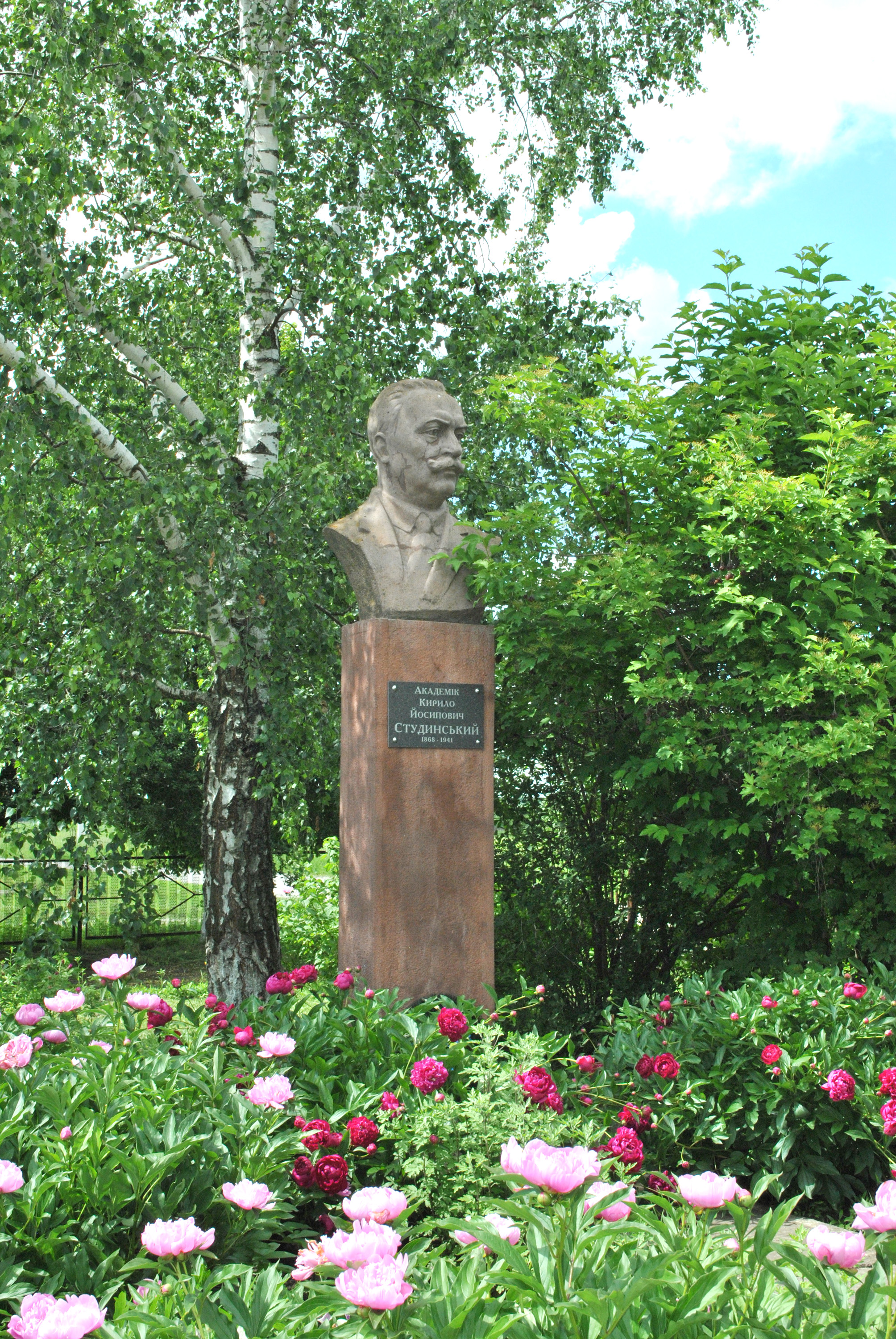
Пам'ятник академіку, мовознавцю, літературознавцю, фольклористу Кирилові Студинському біля школи у селі Кип'ячка

Кирило Студинський автор понад 500 праць головно з літературознавства, в яких застосовував здебільшого соціологічний і порівняльний методи, зокрема у працях з полемічної літератури:
- «Адельфотес» (1895)
- «Пересторога» (1895)
- «Пам'ятки полемічного письменства кін. XVI і поч. XVII в.» (1900)
- «Pierwszy występ literacki Pocieja» (1902)
- «Антіґрафе, полемічний твір М. Смотрицького» (1925) та ін.

З культурно-літературного руху в Галичині:
- («Geneza poetycznych utworów Markiana Szaszkiewicza» (1896, український переклад 1910),
- «Кореспонденція Якова Головацького» (2 т., 1905 — 1909),
- «Копітар і Зубрицький» (1918),
- «Матеріали до історії культурного життя в Галичині в 1795 — 1857 pp.» (1920) та ін.

З фольклору:
- «Лірники» (1894)

Про зв'язки Галичини з Наддніпрянщиною:
- «До історії взаємин Галичини з Україною» (1906),
- «З листів П. Куліша до Ом. Партицького» (1908) й ін.

З української літератури 19 ст.:
- «Котляревський і Артемовський» (1901),
- «Літературні замітки» (1901),
- «В пятьдесятилітє смерти Т. Шевченка» (1911) та ін.

Про українсько-польські взаємини:
- «Польські конспірації серед руських питомців і духовенства в Галичині в роках 1831—1848» (1908),
- «Листи мін. Флоріяна Земялковського до єп. Івана Ступницького» (1908) й ін.
- Студинський К. Ґенеза поетичних творів Маркіяна Шашкевича: студія д-ра К. Студинського. — Львів: Накладом С. Ґорука, 1910. — 88 с. [Архівовано 20 вересня 2020 у Wayback Machine.]
- Студинський К. Львівська духовна Семинария в часах Маркіяна Шашкевича (1829—1843) / написав др. Кирило Студинський. — Львів: Накладом Наук. т-ва ім. Шевченка, 1916. — CCLX, 416 с. : іл., табл. — (Збірник філологічної секції Наукового товариства ім. Шевченка ; т. 17 і 18). [Архівовано 20 вересня 2020 у Wayback Machine.]

Автор поезій, оповідань, які друкувалися в українських журналах і пресі під псевдонімами К.Вікторин, І.Лаврін, К.Зорян й ін.

### Автобіографічні праці
- Студинський К. Автобіографічні нотатки 1-а част. Життя в рідному краї /Друк. вперше з фонду К.Студинського з ЦІА у Львові. Подав до друку П.Медведик // Русалка Дністрова. — 1993. — № 18 (жовт.).
- Студинський К. З поетичного блокнота // Русалка Дністрова. — 1993. — № 18 (жовт.).
- Студинський К. Із днів моєї юності // Ювілейна книга Української гімназії в Тернополі 1898—1998: До сторіччя заснування /За ред. С.Яреми. — Тернопіль; Львів, 1998. — С. 189-191.

## Пам'ять
1993 року в Кип'ячці відкрито пам'ятник Кирилу Студинському (скульптор — І. Мулярчук). В 2011 році монумент оновили.
У рідному селі діє кімната-музей.
Ім'ям Студинського названо вулиці у Тернополі, Львові та інших містах.
У 2018 році в Тернопільському обласному краєзнавчому музеї вшанували пам'ять видатного вченого погашенням пам'ятної марки і конверта.